# Josip Kujundžić
Josip Kujundžić-Kejo (1916.) je bio državni reprezentativac u gimnastici iz Subotice. Rodom je iz zajednice bačkih Hrvata.
Zlatno doba njegove karijere bilo je u desetljeću prije i poslije Drugog svjetskog rata. Natjecao se na međunarodnom sokolskom natjecanju u Parizu travnja 1939. godine. Osvojio je 2. mjesto.
Poslije rata bio je član gimnastičkog kluba Partizan iz Subotice. Najbolji je gimnastičar koji je bio član tog kluba.
1947. je na balkanskom prvenstvu bio drugi. 
1948. je natjecao se za Jugoslaviju u nekoliko gimnastičkih disciplina na Olimpijskim igrama 1948. godine i završio na 54. mjestu. 1949. je kao član Partizana postao državni prvak u seniorskoj konkurenciji. 
1950. se natjecao na svjetskom prvenstvu i završio na 39. mjestu.
Zbog kvalitete svojih vježbanja, dobio je čast izvoditi gimnastičke vježbe pred predsjednikom Josipom Brozom Titom, što je u ona vremena bila iznimna čast.

## Vanjske poveznice
- Sportski savez Subotice Josip Kujundžić - Keja
- Sportski savez Subotice Jugoslavenski reprezentativci i olimpijci 1952.: Ede Magyar, Marica Ivandekić i Josip Kujundžić - Keja